# Championnat du Zimbabwe de football 2009
Navigation
Saison suivante Saison suivante
La saison 2009 du Championnat du Zimbabwe de football est la quarante-septième édition de la première division professionnelle au Zimbabwe à poule unique, la National Premier Soccer League. Seize clubs prennent part au championnat qui prend la forme d'une poule unique où toutes les équipes se rencontrent deux fois au cours de la saison. En fin de saison, les trois derniers du classement sont directement relégués et remplacés par le vainqueur de Division One tandis que le club classé 13e dispute un barrage de promotion-relégation face aux clubs classés 2e de leur poule de deuxième division.
C'est le club des Gunners FC qui termine en tête du classement final, avec cinq points d'avance sur le Dynamos FC Harare et dix sur CAPS United. C'est le tout premier titre de champion du Zimbabwe de l'histoire du club. Le tenant du titre, Monomotapa United, ne termine qu'à la 8e place du classement.
Cette saison, grâce aux bons résultats obtenus par les équipes zimbabwéennes en compétitions africaines (notamment la demi-finale de C1 obtenue par les Dynamos en 2008), la deuxième place du championnat est qualificative pour la prochaine Ligue des champions de la CAF. De même, deux places sont qualificatives pour la prochaine Coupe de la confédération. 

## Les clubs participants
| - Motor Action FC - CAPS United - Gunners FC - Eagles FC - Promu de Division One - Shooting Stars Harare - Black Rhinos - Promu de Division One - Kiglon FC - Bantu Rovers FC | - Highlanders FC - Dynamos FC Harare - Underhill FC - Highway Mutare - Promu de Division One - Lengthens FC - Njube Sundowns - Monomotapa United - Hwange FC - Promu de Division One |

## Compétition
Le barème de points servant à établir le classement se décompose ainsi :
- Victoire : 3 points
- Match nul : 1 point
- Défaite : 0 point

### Classement
| Rang | Équipe                | Pts | J  | G  | N  | P  | Bp | Bc | Diff |
| ---- | --------------------- | --- | -- | -- | -- | -- | -- | -- | ---- |
| 1    | Gunners FC            | 61  | 30 | 18 | 7  | 5  | 47 | 25 | +22  |
| 2    | Dynamos FC Harare     | 56  | 30 | 17 | 5  | 8  | 44 | 21 | +23  |
| 3    | CAPS United           | 51  | 30 | 14 | 9  | 7  | 40 | 28 | +12  |
| 4    | Highlanders FC        | 43  | 30 | 11 | 10 | 9  | 31 | 24 | +7   |
| 5    | Lengthens FC          | 43  | 30 | 11 | 10 | 9  | 29 | 25 | +4   |
| 6    | Hwange FC P           | 42  | 30 | 11 | 9  | 10 | 33 | 32 | +1   |
| 7    | Shooting Stars Harare | 41  | 30 | 10 | 11 | 9  | 32 | 30 | +2   |
| 8    | Monomotapa United T   | 39  | 30 | 10 | 9  | 11 | 39 | 41 | -2   |
| 9    | Bantu Rovers FC       | 38  | 30 | 10 | 8  | 12 | 30 | 29 | +1   |
| 10   | Eagles FC P           | 38  | 30 | 8  | 14 | 8  | 23 | 31 | -8   |
| 11   | Motor Action FC       | 37  | 30 | 7  | 16 | 7  | 28 | 26 | +2   |
| 12   | Kiglon FC             | 36  | 30 | 9  | 9  | 12 | 35 | 37 | -2   |
| 13   | Njube Sundowns        | 36  | 30 | 9  | 9  | 12 | 33 | 42 | -9   |
| 14   | Highway Mutare FC P   | 33  | 30 | 8  | 9  | 13 | 30 | 37 | -7   |
| 15   | Underhill FC          | 29  | 30 | 7  | 8  | 15 | 26 | 43 | -17  |
| 16   | Black Rhinos P        | 22  | 30 | 5  | 7  | 18 | 22 | 51 | -29  |

|  | Qualification pour la Ligue des champions 2010                                      |
|  | Qualification pour la Coupe de la confédération 2010                                |
|  | Participation au barrage de promotion-relégation                                    |
|  | Relégation en deuxième division                                                     |
|  | T : Tenant du titre C : Vainqueur de la Coupe du Zimbabwe P : Promu de Division One |

### Matchs

#### Barrage de promotion-relégation
Le club ayant terminé 13e de Premier Soccer League, Njube Sundowns, rencontre en barrage les équipes classées 2e de leur poule régionale de Division One. Seul le premier de la poule se maintient ou accède à l'élite.
| Rang | Équipe              | Pts | J | G | N | P | Bp | Bc | Diff |  | Résultats (▼ dom., ► ext.) | B-M | Njub | Masv | Quel |
| ---- | ------------------- | --- | - | - | - | - | -- | -- | ---- |  | -------------------------- | --- | ---- | ---- | ---- |
| 1    | Black Mambas FC     | 7   | 3 | 2 | 1 | 0 | 7  | 5  | +2   |  | Black Mambas FC            |     |      | 2-1  | 4-3  |
| 2    | Njube Sundowns (D1) | 5   | 3 | 1 | 2 | 0 | 4  | 1  | +3   |  | Njube Sundowns (D1)        | 1-1 |      |      |      |
| 3    | Masvingo United     | 4   | 3 | 1 | 1 | 1 | 2  | 2  | 0    |  | Masvingo United            |     | 0-0  |      |      |
| 4    | Quelaton FC         | 0   | 3 | 0 | 0 | 3 | 3  | 8  | -5   |  | Quelaton FC                | 0-1 | 0-3  |      |      |

## Bilan de la saison
| Championnat du Zimbabwe de football 2009 |                                                               |
| Champion                                 | Gunners FC (1er titre)                                        |
| Coupes et trophées                       |                                                               |
| Vainqueur de la Coupe du Zimbabwe 2009   | Non disputée                                                  |
| Qualifications continentales             |                                                               |
| Ligue des champions 2010                 | Gunners FC                                                    |
| Ligue des champions 2010                 | Dynamos FC Harare                                             |
| Coupe de la confédération 2010           | CAPS United                                                   |
| Coupe de la confédération 2010           | Lengthens FC                                                  |
| Promotions et relégations                |                                                               |
| Promus en National Premier Soccer League | Black Mambas FC Shabanie Mine FC Victoria Douglas Warriors FC |
| Relégués en Division One                 | Njube Sundowns Highway Mutare FC Underhill FC Black Rhinos    |